# Carena de Puig d'Ases
La Carena de Puig d'Ases és una serra situada al municipi de Vilanova de Sau a la comarca d'Osona, amb una elevació màxima de 1.011 metres.